# ویک هاکستون
ویک هاکستون (انگلیسی: Wick Haxton؛ زاده ۲۱ اوت ۱۹۴۹ در سانتا کروز، کالیفرنیا) فیزیک‌دان نظریه اتمی و اخترفیزیکدان اهل ایالات متحده آمریکا است.
وی در سال ۱۹۷۱ در فیزیک و ریاضیات از دانشگاه کالیفرنیا، سانتا کروز فارغ‌التحصیل شده‌است. هاکستون دکتری خویش را نیز در سال ۱۹۷۶ از دانشگاه استنفورد کسب نموده‌است. در بین سال‌های ۱۹۷۵ تا ۱۹۷۷ در انستیتو فیزیک اتمی دانشگاه یوهانس گوتنبرگ فعالیت کرده‌است.